# Christian Gottlob August Bergt
Christian Gottlob August Bergt, född den 17 juni 1772 i Oederan nära Freiberg, död den 10 februari 1837 i Bautzen, var en tysk tonsättare.
Bergt var organist vid Peterskyrkan i Bautzen och lärare vid skollärareseminariet där. Han studerade först teologi i Leipzig, övergav dock sedermera detta studium för att helt och hållet ägna sig åt tonkonsten. Bergt komponerade konserter, kvartetter, symfonier, passionsoratorium och operetter med mera.

## Verk

### Operor/operetter
- Das Ständchen
- Der Geburtstag des Dichters
- Laura und Fernando
- List gegen List
- Rübezahl
- Erwin und Elmire
- Das Mitgefühl
- Die Wundercur

### Körverk
- Passionsoratorium
- Oratoriur Pauli Bekehrung
- Kantater
- Påskhymn Christus ist auferstanden
- Vater unser
- Tedeum
- Choral-Melodien zum Dresdener Gesangbuch
- Requiem
- Messe D-Dur für dreistimmigen Chor SAB, zwei Violinen und Orgel

### Instrumentalverk
- Unterhaltungen für Orgelspieler (15 Variationen für Orgel), Sonat-Verlag, Kleinmachnow 1998/2012.